# Waterloo (песма)
Waterloo (срп. Ватерло) је први сингл шведске поп групе Аба са њиховог другог албума истог имена. Најпознатија је као песма којом је Шведска победила на Песми Евровизије 1974. године, обележивши почетак светске славе групе Аба. Сингл се пласирао на врх топ-листа у више земаља и нашао се у топ 10 у Сједињеним Америчким Државама.
Године 2005, на обележавању 50. годишњице Песме Евровизије, ова песма је изабрана као најбоља песма у историји такмичења. Исти омаж је добила и на гласању у припреми за Песму Евровизије 2021. године, стављајући је опет на прво место, испред шведских песама, такође првопласираних на Песми Евровизије 2012. и 2015. године Euphoria од Лорен и Heroes Монса Селмерлева.
Waterloo је први сингл који је приписан групи под именом Аба, а истовремено и први под етикетом Атлантик у САД. Наслов и текст се односе на Битку код Ватерлоа из 1815. године и користе је као метафору за романтични однос. Шведска верзија сингла имала је "Honey, Honey" на B-странци, док је енглеска верзија имала песму "Watch Out".

## Мелодифестивален 1974.
Аба је са песмом Ring Ring наступала на Мелодифестивалену 1973. године, музичком такмичењу у организацији Шведске телевизије које бира представника Шведске за Песму Евровизије. Међутим, будући да се нису квалификовали као шведски представник, менаџер групе Стиг Андерсон је одмах почео планирање за исто такмичење за наредну годину, 1974. Бјорн Улвеус, Бени Андерсон и Стиг Андерсон су веровали да Песма Евровизије представља одличну прилику за Абу да се пробију на већи ниво музичке индустрије и да остваре значајне контакте у првом реду са текстописцима. Крајем 1973. године су аплицирали са неколико нових песама, а међу њима је одабрана глам рок песма Waterloo.
Аба је наступила на Шведској телевизији 9. фебруара 1974. године, те будући да су били много искуснији и боље припремљени, освојили су прво место и пласирали су се на Песму Евровизије. Извели су песму на свом матерњем шведском језику.

## Песма Евровизије 1974.
Бенд је разматрао још једну песму да пошаље на Песму Евровизије, Hasta Mañana, али су се одлучили за Waterloo. Главни разлог такве одлуке био је што су у њој биле подједнако заступљени вокали обе главне певачице, Агнета Фелтског и Ани-Фрид Лингстад, док је у песми Hasta Mañana певала само Агнета Фелтског.
Песма Waterloo је представљала освежење по ритму и извођењу на Песми Евровизије јер се разликовала од уобичајене „драмске баладе” – песама какве су се обично појављивале на Песми Евровизије. Аба је публици пружила нешто што се ретко виђало: упадљиве костиме (укључујући сребрне платформе), уз заразну мелодију и једноставну кореографију. Група је такође прекршила конвенцију тиме што је била први победник чији је наступ био на језику другачијем од матерњег језика њихове земље; наиме, до 1973. године, сви извођачи на Песми Евровизије су били у обавези да певају на матерњем језику своје земље. Та рестрикција је кратко укинута за такмичења између 1973. и 1976. године (што је омогућило извођење Waterloo на енглеском језику без дисквалификације), а потом поново враћена само након 4 године, пре него што је коначно укинута 1999. године. У поређењу са каснијим песмама Абе, шведски акценат певача је знатно израженији у песми Waterloo.
Финале Песме Евровизије се текуће године одржао 6. априла 1974. Систем гласања је био такав да је свака земља имала жири од десет чланова који су гласали за по једну песму. Освојивши 24 поена, победили су другопласирану Ђиљолу Чинквети са италијанском песмом Sì за шест поена. Са победом, добили су прилику да раде турнеју по Европи и да наступају у многим телевизијским емисијама. Тако је сингл Waterloo постигао висок пласман у многим европским земљама.

## Светски успех
Waterloo је била први велики хит Абе у многим земљама, постала је њихов први број један сингл у девет западних и северних европских земаља, укључујући Велику Британију и Западну Немачку, као и у Јужној Африци. Такође се нашла међу десет најбољих у неколико других земаља, укључујући треће место у Шпанији, четврто место у Аустралији и Француској и седмо место у Канади. У Сједињеним Америчким Државама, песма се попела на шесто место на Билборд хот 100 листи, отварајући пут за њихов први албум и прво путовање као групе тамо. Иако је у питању била кратка промотивна посета, била је од изузетног значаја јер је укључивала је њихов први наступ на америчкој телевизији, у емисији The Mike Douglas Show.
Ипак, сам албум Waterloo је достигао тек 145. место на Билборд 200 листи. Међутим, добио је универзалне похвале од америчких критичара. Дневне новине Лос Анђелес тајмс је албум окарактерисао као уверљив и фасцинантан дебитантски албум који ефикасно описује дух актуелне поп музике... изузетно уживање и пријатан пројекат. С друге стране, амерички рок часопис Крим албум Waterloo је описао као савршену комбинацију изузетних, симпатичних композиција.

## Наслеђе
На 30. годишњицу од победе Абе на Песми Евровизије, 2004. године је плоча Waterloo поново издата (са истом песмом на Б-страни). Опет је постигла висок успех, 20. место на британским топ-листама.
На прослави 50. годишњице од почетка Песме Евровизије, 22. октобра 2005. године, ова песма је изабрана као најбоља песма у историји такмичења.
Године 2017. је магазин Билборд је песму рангирао на 9. место на својој листи 15 највећих песама Абе, а 2021. године, магазин Ролинг стоун је песму рангирао на 10. место на својој листи 25 највећих песама Абе.

## Пласман на топ листама
| Земља (1974)           | Најбоља позиција         |
| ---------------------- | ------------------------ |
| Аустралија             | 4                        |
| Аустрија               | 2                        |
| Белгија (Фландрија)    | 1                        |
| Белгија (Валонија)     | 1                        |
| Канада                 | 7                        |
| Данска                 | 1                        |
| Финска                 | 1                        |
| Француска              | 4                        |
| Ирска                  | 1                        |
| Италија                | 15                       |
| Холандија топ 40       | 2                        |
| Холандија топ 100      | 1                        |
| Нови Зеланд            | 3                        |
| Норвешка               | 1                        |
| Родезија               | 2                        |
| Јужноафричка Република | 1                        |
| Шпанија                | 3                        |
| Шведска                | 2 (шведски) 3 (енглески) |
| Швајцарска             | 1                        |
| Уједињено Краљевство   | 1                        |
| Билборт хот 100        | 6                        |
| САД                    | 10                       |
| Западна Немачка        | 1                        |

| Chart (1974)                 | Position |
| ---------------------------- | -------- |
| Аустралија                   | 36       |
| Аустрија                     | 7        |
| Белгија (Ултратоп Фландрија) | 12       |
| Канада                       | 67       |
| Холандија (Холандски топ 40) | 14       |
| Холандија(Синглови топ 100)  | 12       |
| Јужноафричка Република       | 14       |
| Швајцарска                   | 2        |
| Уједињено Краљевство         | 16       |
| САД (Билборд магазин)        | 49       |
| САД Кеш бокс топ 100         | 84       |
| Западна Немачка              | 5        |